# Obléhání Rhodu (1480)
Roku 1480 malá skupina rytířů Řádu svatého Jana sloužící jako posádka ostrova Rhodos odolala osmanskému útoku.

## Útok
Dne 23. května 1480 se u Rhodu v zátoce Trianda objevila osmanská flotila čítající 160 lodí. Flotilu doprovázela i sedmdesátitisícová armáda pod vedením Mesiha Paši. Posádku rhodských rytířů vedl velmistr Pierre d'Aubusson.
Prvním osmanským strategickým cílem bylo získání pevnosti svatého Nikolase (sv. Mikuláše), která byla pro johanity klíčovým bodem v obraně přístavu Mandraki a přístavu ve východní zátoce Akandie. Osmanské dělostřelectvo udržovalo nepřetržité bombardování a od 9. června dále podnikala osmanská pěchota řadu útoků. Posádce přispěchal na pomoc sám velmistr d'Aubusson a po zarputilém boji se rhodským rytířům podařilo nepřítele odrazit.
K druhému útoku na město došlo v blízkosti židovské čtvrti na východním úseku hradeb směrem k zátoce Akandia, kde byla posádka slabá. Zatímco byly hradby ostřelovány osmanským dělostřelectvem, rhodští rytíři a místní obyvatelé vyhloubili za hradbou v této oblasti příkop a zbudovali nová vnitřní opevnění. Rhodští rytíři znovu bojovali statečně a odhodlaně, a po zuřivé bitvě s mnoha ztrátami na životech na obou stranách bylo nebezpečí opět zažehnáno: 27. července za úsvitu započali Osmané s energickou ofenzívou a předvoji čítajícímu asi 2 500 janičárů se podařilo dobýt Italskou baštu a vstoupit do města. Následoval zuřivý boj. Velmistr, zraněný na pěti různých místech, vedl bitvu a sám bojoval s kopím v ruce. Po tříhodinovém boji byly nepřátelské síly zdecimovány a vyčerpaní přeživší začali ustupovat. Protiútok rhodských rytířů způsobil mezi prchajícími Osmany paniku a s nimi prchal i jejich vezír. Rhodští rytíři se dostali až k jeho stanu, odkud mimo jiné sebrali i posvátnou korouhev islámu. Toho dne zahynulo tři až čtyři tisíce Osmanů.
Dne 17. srpna 1480 se osmanská flotila svého pokusu dobýt Rhodos vzdala. Sultán Mehmed II. byl rozlícen a hodlal na ostrov zaútočit znovu, ale když roku 1481 zemřel, byl tento pokus zmařen. Obléhání popsal očitý svědek Francouz Guillaume Caoursin, rektor řádu johanitů, v díle Obsidionis Rhodiae Descriptio Urbis. Zpráva o obléhání od d'Aubussona je součástí History of the Holy, military, sovereign order of st. John of Jerusalem Johna Taaffeho.
Rhodos byl znovu obklíčen Osmany v letech 1521–1522, kdy byl dobyt celý ostrov.